# Beatrice de Bourbon
Beatrice de Bourbon (în cehă Beatrice Bourbonská; n. anii 1320 – d. 23 decembrie 1383, Damvillers, Lorraine⁠(d), Franța), aparținând Casei de Bourbon, a fost între 1334 și 1346 regină a Boemiei prin căsătoria cu regele Ioan al Boemiei și, de asemenea, contesă de Luxemburg.

## Biografie
Beatrice a fost fiica ducelui francez Ludovic I de Bourbon și a soției sale, Maria de Hainaut. Tatăl ei, conducător al Ducatului de Bourbon și al Comitatelor Clermont și La Marche, a fost printre cei mai bogați nobili francezi, ceea ce i-a permis să trăiască împreună cu familia sa la curtea regală din Paris. 

### Prima căsătorie
La curtea regelui Franței a cunoscut-o pe tânăra prințesă Beatrice în toamna anului 1334, regele Ioan al Boemiei, văduv de patru ani. Cei doi s-au căsătorit la Castelul Vincennes în decembrie același an, după ce ducele și regele Franței și-au exprimat acordul. O lună mai târziu papa Benedict al XII-lea a acordat dispensa necesară căsătoriei datorită gradului apropiat de rudenie dintre cei doi.
Beatrice a ajuns în Regatul Boemiei abia după un an, în ianuarie 1336. Până atunci a locuit la reședințele din Luxemburg și Hainaut. La curtea din Praga a fost susținută de nora ei, Blanche de Valois, care avea aproximativ aceeași vârstă. Pentru Beatrice care cunoștea doar limba franceză, Blanche a devenit o însoțitoare permanentă în timpul șederii ei în Boemia. Curând a devenit clar că Beatrice nu era succesoarea dorită în Boemia, acest rol fiind atribuit norei sale, soția lui Carol al IV-lea, moștenitorului tronului. Prin urmare, Beatrice nu s-a străduit niciodată să iubească Boemia sau să învețe limba acestei țări. În februarie 1337 Beatrice a născut la Praga un fiu, Venceslau, în circumstanțe speciale. Nașterea lui Venceslau ar putea fi considerată prima operație cezariană înregistrată în istorie în care atât mama cât și copilul au supraviețuit. După încoronarea ca regină la 18 mai 1337, Beatrice a hotărât să părăsească Boemia și la începutul lunii iunie 1337 a plecat spre Luxemburg. Acolo s-a dedicat creșterii fiului său și s-a întors în Boemia doar ocazional.
La 26 august 1346 a murit soțul ei, Ioan, în Bătălia de la Crécy. Noul rege romano-german, Carol al IV-lea, a respectat prevederile tatălui său și i-a acordat mamei sale vitrege posesiunea Hennegau, orașele Arlon, Marville și Damvillers (unde Beatrice și-a stabilit reședința). Veniturile acestor posesiuni a fost folosit nu numai pentru nevoile proprii, ci și pentru educația fiului său, Venceslau. Regele Carol i-a acordat, de asemenea, toate veniturile minelor din Kutná Hora.

### A doua căsătorie
În jurul anului 1347 Beatrice s-a căsătorit la Damvillers cu Odo al VI-lea (d. 1389), senior de Grancey. Din această căsătorie nu au rezultat copii.
Deși recăsătorită, ea și-a păstrat titlul de Regină a Boemiei. În 1394 documentul nr. 3969 din „Titres de la maison ducale de Bourbon” (Titlurile casei ducale de Bourbon) sora ei, Ioana de Bourbon o menționează pe Beatrice ca „regină a Boemiei” („sa sœur Béatrix de Bourbon jadis reine de Bohême”).
Tot în acea perioadă Beatrice a negociat logodna fiului ei, Venceslau, în vârstă de aproximativ zece ani, cu Ioana de Brabant în vârstă de douăzeci și cinci de ani, fiica și moștenitoarea ducelui Ioan al III-lea de Brabant, văduva lui Willem al IV-lea de Olanda. Căsătoria a avut loc la Damvillers patru ani mai târziu, pe 17 mai 1351.
Deși regele Carol al IV-lea a făcut numeroase concesiuni Beatricei, el a amânat totuși acordarea titlului de Conte de Luxemburg fratelui său vitreg, Veceslaus. El însuși a deținut titlul până în 1353 când l-a cedat lui Veceslau. Un an mai târziu, pe 13 martie 1354, comitatul a fost ridicat la rangul de ducat.
În 1374 regele Franței, Carol al V-lea, printr-un document emis la 7 august, a oferit Beatricei și soțului ei, Odo al VI-lea, orașul și castelul Bar-sur-Aube.
Beatrice a murit pe 23 decembrie 1383, la șaizeci și cinci de ani, supraviețuind tuturor copiilor ei vitregi (între care și margraful Ioan Henric), împăratului Carol al IV-lea și fiului ei, Venceslau, care murise puțin timp înaintea ei (8 decembrie 1383).
Beatrice a fost înmormântată în Mănăstirea iacobinilor din Paris. În Catedrala din Saint-Denise se află o statuie a Beatricei.